# Qでん百科
『Qでん百科』（キューでんひゃっか）は、九州地方のフジテレビ系列局7局で放送されたテレビ西日本製作の生活情報番組。九州電力の一社提供。
番組は2008年3月28日放送分をもって終了（テレビ宮崎のみ1日遅れの3月29日に終了）。替わって同年4月14日からは、同じく九州電力提供のミニ番組『探Qサイエンス』が放送された。

## ナビゲーター
- 木村佳代
- 井上美香
- 宮川真美

## スタッフ
- 制作 - VSQ
- 著作 - テレビ西日本

## 放送局
| 放送対象地域 | 放送局       | 放送日時                                             | 備考   |
| ------------ | ------------ | ---------------------------------------------------- | ------ |
| 福岡県       | テレビ西日本 | 金曜 11:05 - 11:20 金曜 11:00 - 11:15 （番組終了時） | 製作局 |
| 佐賀県       | サガテレビ   | 金曜 15:00 - 15:15                                   |        |
| 長崎県       | テレビ長崎   | 金曜 10:00 - 10:15                                   |        |
| 熊本県       | テレビ熊本   | 金曜 15:30 - 15:45                                   |        |
| 大分県       | テレビ大分   | 金曜 09:55 - 10:10                                   |        |
| 宮崎県       | テレビ宮崎   | 土曜 11:30 - 11:45                                   |        |
| 鹿児島県     | 鹿児島テレビ | 金曜 11:10 - 11:25                                   |        |